# Rewind Hispano
Youtube Rewind Hispano, o simplement, Rewind Hispano, és una recopilació dels vídeos a YouTube produït pel youtuber Alec Hernández, més conegut pel pseudònim Alecmolon, i la seva empresa DHC Films on cada any es fa un resum de l'actualitat i els millors moments de la comunitat a la plataforma. El contingut està destinat principalment a jovent on apareixen youtubers o influencers destacables del món hispanoparlant d'aquell any.
La idea d'aquesta recopilació va començar el 2017 com una paròdia al YouTube Rewind.